# ミティア・ブルルツ
ミティア・ブルルツ（Mitja Brulc 、1979年12月7日 - ）は、スロベニア・ノヴォ・メスト出身の元サッカー選手。現役時代のポジションは、フォワード。